# Academy of Interactive Entertainment
La Academy of Interactive Entertainment (AIE) —«Academia de Entretenimiento Interactivo»— es una escuela de videojuegos y animación por computadora radicada en Australia y fundada en 1996.
Su plan de estudios incluye imágenes generadas por computadora, animación, creación de activos de videojuegos y programación de juegos virtuales. La escuela cuenta con otros campus en Canberra, Sídney, Melbourne, Adelaide además de una modalidad virtual. De acuerdo con la Australian Broadcasting Corporation, la AIE es «una de las instituciones educativas de animación 3D, diseño de juegos y efectos visuales más galardonadas en Australia».

## Academias

### Canberra
El primer campus de AIE se estableció en Watson, un suburbio de Canberra ACT, en 1996. En 2015, AIE presentó una propuesta al gobierno de ACT para transformar el antiguo sitio de la escuela secundaria Watson, en el que se encuentra actualmente AIE, siendo un recinto educativo de un costo estimado de $111 millones. El desarrollo propuesto permitiría la producción de largometrajes, junto con instalaciones para crear efectos especiales para películas y juegos.

### Adelaida
AIE Adelaide ha desarrollado un juego para cuatro jugadores que se proyecta en la fachada de un antiguo cine con cuatro artistas enfrentados entre sí para pintar plataformas mientras compiten por alcanzar una pintura en la parte superior de la pantalla.

## Patrocinadores
Academy of Interactive Entertainment se asocia con otras organizaciones, como Microsoft, con Sony Computer Entertainment Europe, con Nnooo  y la Universidad de Canberra.

## Premios
2016
- Premios de Australia, educación y formación profesional o VET por sus siglas en inglés (Vocational education and training) - Pequeño proveedor de formación del año. [10]

2015
- El cortometraje animado Lovebites recogió premios y proyecciones en Dubái, Melbourne International Film Festival y muchos otros.[11]

2013
- Finalista del Tropfest 22 y ganador del premio Cadetship Award por película estudiantil, Naturaleza muerta 2012. [cita requerida]
- Premios de formación australianos: pequeña organización de formación registrada del año (finalista). [cita requerida]
- Premios de formación ACT: pequeña organización de formación registrada del año (ganador). [cita requerida]

2008
- Finalista de Tropfest y premio a la mejor animación[12] por Fault.[13]

2007
- Autoridad Nacional de Capacitación de Australia - Pequeño proveedor de capacitación del año (ganador). [cita requerida]
- Premios ACT a la excelencia en la formación: pequeña organización de formación registrada del año. [cita requerida]
- Uno de los 16 finalistas principales en Tropfest 2007 con The Story of Ned.[14]